# John Biddle
John Biddle, född 1615 och död 1662, var en engelsk unitariansk sekterist.
Biddle angrep treenighetsläran i skriften "Twelve arguments" och kom därför i fängelse. För några följande skrifter i samma ämne blev han landsförvisad av Oliver Cromwell, snarast för att slippa tillgripa en ännu strängare dom. Vid återkomsten verkade Biddle som präst i en independisk församling i London. Hans anhängare kallades "biddellianer" eller unitarier, det namn som rörelsen senare fick behålla.